# Ladino (dialekt)
Język ladino (לאדינו),  język judeohiszpański (ג'ודיאו-איספאנייול), judezmo, dżudezmo, spaniolisz, spaniolin – język żydowski powstały jako dialekt języka hiszpańskiego po wygnaniu Żydów sefardyjskich z Półwyspu Iberyjskiego w latach 1492–1497. Obecnie zapisywany jest głównie alfabetem łacińskim.

## Historia
Do czasu wygnania Żydów z Hiszpanii pod koniec XV wieku język, jakim posługiwali się zamieszkujący Półwysep Iberyjski Żydzi nie różnił się od tego, jakim mówili tamtejsi chrześcijanie. Wymuszona emigracja i oderwanie Żydów od hiszpańskiej literatury doprowadziły jednak z czasem do powstania znacznych różnic pomiędzy językami używanymi przez obydwie społeczności. Pogłębiały się one tam, gdzie Żydzi znajdowali się w większej izolacji, głównie na terenie Imperium Osmańskiego, natomiast we Włoszech, Holandii i – w późniejszym okresie – Anglii, gdzie Sefardyjczycy mieli możliwość utrzymywania aktywnych kontaktów z Hiszpanią, ich język nie odbiegał zbytnio od ówczesnego standardu hiszpańskiego.

## Język judeohiszpański dzisiaj
Choć wzbogacone o znaczną liczbę zapożyczeń z hebrajskiego, dzisiejsze ladino w dużej mierze przypomina piętnastowieczny hiszpański, zwłaszcza pod względem słownictwa, i jako takie jest zrozumiałe dla osób hiszpańskojęzycznych. Historycznie zapisywane było głównie alfabetem hebrajskim (ale czasem także greckim i cyrylicą), lecz dzisiaj stosuje się niemal wyłącznie alfabet łaciński. Na całym świecie językiem tym posługuje się dzisiaj około 200 tysięcy osób, głównie w Izraelu, ale liczba ta wciąż się zmniejsza i przyszłość ladino jest niepewna.

## Ladino a język hiszpański
Język judeohiszpański, choć zrozumiały dla przeciętnego Hiszpana, wykazuje znaczne odrębności względem języka hiszpańskiego. Różni się gramatyką, sposobem zapisu i przede wszystkim słownictwem.
- Pisownia judeohiszpańska odzwierciedla wymowę w większym stopniu niż hiszpańska:
  - Dźwięk /k/ zapisywany jest jako k (w hiszpańskim zapisywane c)
- Hiszpańskiemu spójnikowi y odpowiada judeohiszpański i.
- Hiszpańska litera c:
  - Czytana jak k przechodzi w słowach judeohiszpańskich w k: hiszp. cosa, cuando – lad. koza, kuando.
  - Przed e lub i przechodzi w słowach judeohiszpańskich w s: hiszp. solicitado, perfección – lad. solisitado, perfeksion.
- Hiszpańska litera h na początku wyrazów zanika w słowach judeohiszpańskich: hiszp. hombre, hijo – lad. ombre, ijo.
- Hiszpańska grupa ll przechodzi w słowach judeohiszpańskich w y: hiszp. llamar, caballero – lad. yamar, cavayero.
- W ladino nie używa się znaków diakrytycznych:
  - W ladino brak litery ñ (dwuznak ny): hiszp. soñar, año – lad. sonyar, anyo.
  - Judeohiszpańskie odpowiedniki wyrazów hiszpańskich, w których występują znaki akcentów nad samogłoskami, mają te same znaki, ale bez zaznaczonych akcentów: hiszp. también, sólo – lad. tambien, solo. Tak się też dzieje w przypadku í między spółgłoskami: hiszp. política – lad. politika, ale po samogłosce pisze się w ladino yi, a po spółgłosce iy: hiszp. país, poesía – lad. payis, poeziya.